# Ponte de pedra sobre o rio Tuela
A Ponte de pedra sobre o rio Tuela, também referida como Ponte romana sobre o rio Tuela ou Ponte de Torre de Dona Chama, é uma ponte sobre o rio Tuela na Estrada Nacional 206 em Torre de Dona Chama, Portugal.
Desde 1982, esta Ponte sobre o rio Tuela está classificada como Monumento Nacional.

## Localização
A 3 km a Oeste de Torre de Dona Chama, na Estrada Nacional 206 (quilómetro 184), entre Torre de Dona Chama e Valpaços.

## Características técnicas
Ponte em alvenaria de cantaria de granito é constituída por:
- Seis arcos de volta perfeita, com um raio de cerca de 4,4 m
- Um tabuleiro rectilíneo e horizontal, protegido lateralmente por guardas, com:
  - cerca de 100 m de comprimento
  - 6,3 m de largura
  - cerca de 6,5 m de altura acima do leito do rio.

## Galeria
|  |  |  |  |  |  |